# Leo Bassi
Leo Bassi (ur. w 1952 w Nowym Jorku) – włoski aktor i komik. W swoich spektaklach krytykuje i naśmiewa się z panujących stosunków społecznych i obyczajowości. Jest krytyczny wobec kapitalizmu, ideologii (np. religii) i instytucji państwowych. Daje temu wyraz w swoich występach.